# 班老白塔
班老白塔是云南省临沧市沧源佤族自治县的一座上座部佛教佛塔，位于班老乡境内。班老白塔始建于1902年，文化大革命时期被毁，改革开放后重建。主塔直径8米，高23米，周围八个小塔直径4米，高12米。塔内供有由信众捐赠制成的纯铜佛像。2012年6月10日，公布为第三批沧源县文物保护单位。

## 资料来源
1. ↑  徐霖韬. . www.lcly.gov.cn. 临沧市旅游发展委员会. 2015-11-23  [2018-01-07]. （原始内容存档于2016-11-15）.
2. ↑   (PDF). 临沧市人民政府. 2021-03-17  [2022-09-06]. （原始内容存档 (PDF)于2022-09-06）.